# ویزارد (کمیک)
ویزارد یا جادوگر (به انگلیسی: Wizard) (بنتلی ویتمن) همچنین شناخته شده با نام ویزارد بی‌بال، یک شخصیت خیالی ابرشرور در کتاب‌های کامیک منتشر شده توسط مارول کامیکس است. این شخصیت به دست استن لی، لری لیبر و جک کربی خلق شده و در قصه‌های عجیب شماره ۱۰۲ام (نوامبر ۱۹۶۲) معرفی شد.
جدا از کتاب‌های کامیک، شرکت مارول از ویزارد در دیگر کالاهای خود از جمله پوشاک، اسباب‌بازی، بازی ورق، انیمیشن‌های تلویزیونی و بازی‌های رایانه‌ای استفاده کرده است.
او که قدرت‌هایش شامل هوش سرشار، از صفحه‌های ضد گرانش استفاده می‌کند، انفجارهای الکتریکی از دستکش، کنترل ذهن توسط کلاه‌خود، هنرمند فرار و شعبده‌باز حرفه‌ای، متخصص تغییر قیافه می‌شود، عضو گروه‌های ابرتبه‌کارانه‌ای چون چهار وحشتناک و هوش است.